# Waukee, Iowa
Waukee là một thành phố thuộc quận Dallas, tiểu bang Iowa, Hoa Kỳ. Năm 2010, dân số của thành phố này là 13790 người.

## Dân số
Dân số qua các năm:
- Năm 2000: 5126 người.
- Năm 2010: 13790 người.